# Agência de Fomento de Alagoas
A Agência de Fomento de Alagoas (DESENVOLVE) é uma Instituição Financeira criada pela Lei Estadual nº 6.488, de 16 de junho de 2004, e está inserida no sistema financeiro nacional submetida à supervisão e fiscalização do Banco Central do Brasil.
Empresa pública sob o controle acionário do Estado de Alagoas, a DESENVOLVE foi criada sob a forma de sociedade anônima de economia mista, de capital fechado possuindo vinculação legal e estatutária com a Secretaria de Estado de Desenvolvimento Econômico e Turismo do Alagoas (Sedetur), conforme Lei Delegada nº 47, de 11 de agosto de 2015, que define a estrutura dos órgãos do Poder Executivo.
Seu objetivo social é de contribuir para a aceleração do desenvolvimento sustentável do Estado do Alagoas, estimulando a realização de investimentos, a geração de emprego e renda por meio de financiamento de microcrédito produtivo, apoio na execução de projetos empresariais das micro e pequenas empresas, a modernização das estruturas produtivas, o aumento da competitividade estadual e a redução das desigualdades sociais e regionais.
Além das atividades de fomento via financiamentos, a DESENVOLVE criou em 2017 uma cartilha sobre educação financeira e realizou oficinas em diversas regiões do Estado, inclusive em cooperativas e associações, levando orientações sobre fluxo de caixa, precificação, finanças pessoais e outros temas voltados para o pequeno empresário equilibrar a gestão financeira e reduzir o endividamento, de forma a promover cultura de planejamento. 